# Compressió d'imatge

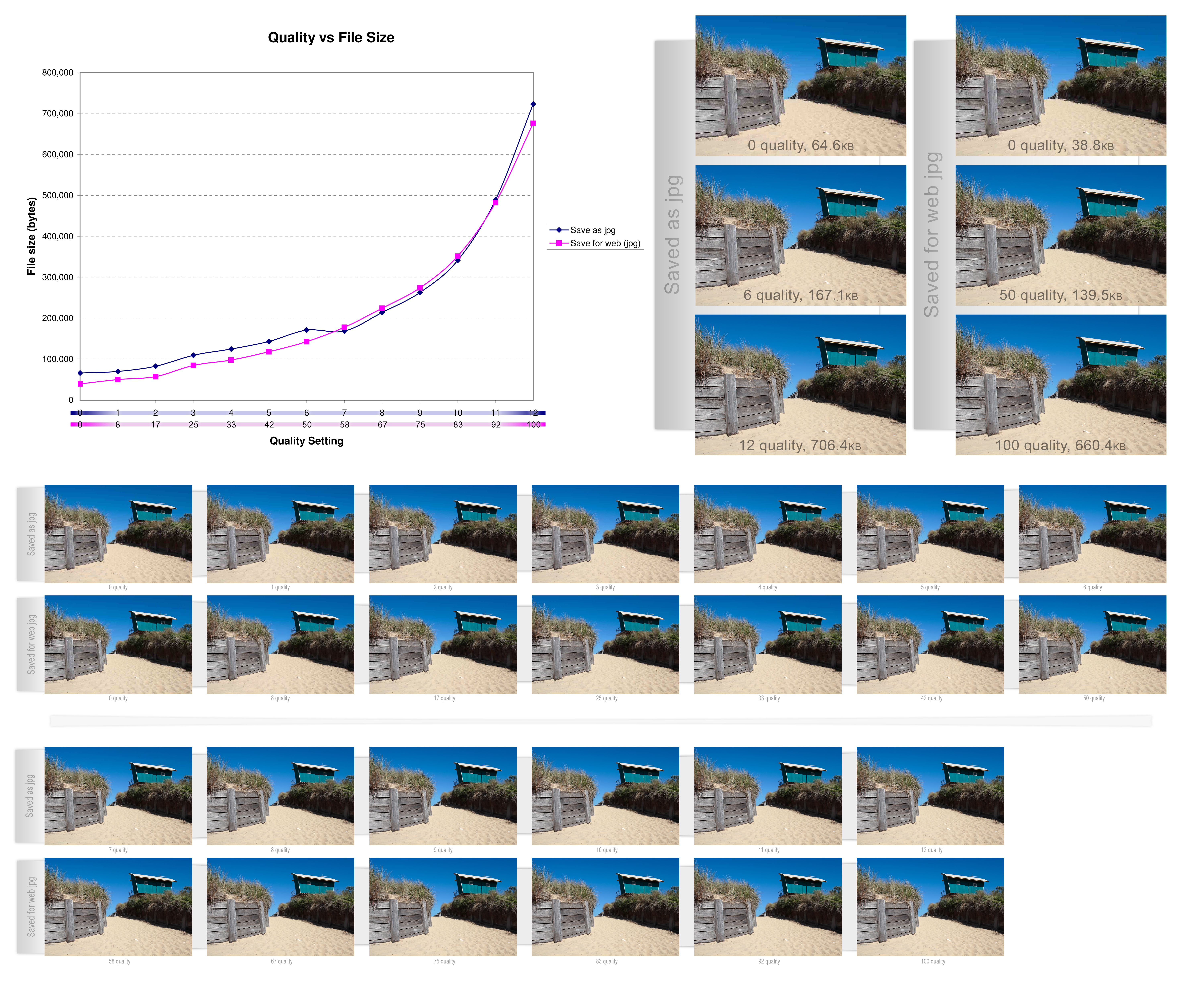
Comparació d'imatges JPEG desades per Adobe Photoshop a diferents nivells de qualitat i amb o sense "desa per a web"

La compressió d'imatges és un tipus de compressió de dades aplicada a imatges digitals, per reduir-ne el cost d'emmagatzematge o transmissió. Els algorismes poden aprofitar la percepció visual i les propietats estadístiques de les dades d'imatge per proporcionar resultats superiors en comparació amb els mètodes genèrics de compressió de dades que s'utilitzen per a altres dades digitals.

## Compressió d'imatge amb pèrdues i sense pèrdues
La compressió de la imatge pot ser amb pèrdues o sense pèrdues. La compressió sense pèrdues es prefereix amb finalitats d'arxiu i sovint per a imatges mèdiques, dibuixos tècnics, imatges predissenyades o còmics. Els mètodes de compressió amb pèrdues, especialment quan s'utilitzen a velocitats de bits baixes, introdueixen artefactes de compressió. Els mètodes amb pèrdues són especialment adequats per a imatges naturals, com ara fotografies, en aplicacions on una pèrdua de fidelitat menor (de vegades imperceptible) és acceptable per aconseguir una reducció substancial de la velocitat de bits. La compressió amb pèrdues que produeix diferències insignificants es pot anomenar visualment sense pèrdues.
Mètodes de compressió amb pèrdues :
- Codificació de transformacions : aquest és el mètode més utilitzat.
  - Transformada de cosinus discret (DCT): la forma més utilitzada de compressió amb pèrdues. És un tipus de transformada relacionada amb Fourier, i va ser desenvolupat originalment per Nasir Ahmed, T. Natarajan i KR Rao el 1974. El DCT de vegades s'anomena "DCT-II" en el context d'una família de transformades discretes del cosinus (vegeu transformada del cosinus discret). En general, és la forma més eficient de compressió d'imatges.
    - DCT s'utilitza en JPEG, el format amb pèrdua més popular, i el HEIF més recent.

  - La transformada wavelet desenvolupada més recentment també s'utilitza àmpliament, seguida de la quantificació i la codificació d'entropia.
- Quantització del color : redueix l'espai de color a uns quants colors "representatius" a la imatge. Els colors seleccionats s'especifiquen a la paleta de colors de la capçalera de la imatge comprimida. Cada píxel només fa referència a l'índex d'un color a la paleta de colors. Aquest mètode es pot combinar amb dithering per evitar la posterització.
  - Paleta d'imatge sencera, normalment de 256 colors, utilitzada en formats de fitxer GIF i PNG.
  - paleta de blocs, normalment de 2 o 4 colors per a cada bloc de 4x4 píxels, que s'utilitza a BTC, CCC, S2TC i S3TC.
- Submostreig de croma. Això s'aprofita que l'ull humà percep els canvis espacials de brillantor amb més intensitat que els de color, fent la mitjana o disminuint part de la informació de crominància de la imatge.
- Compressió fractal.
- Més recentment, s'han aplicat mètodes basats en l'aprenentatge automàtic, utilitzant perceptrons multicapa, xarxes neuronals convolucionals i xarxes adversàries generatives. Les implementacions estan disponibles a OpenCV, TensorFlow, la Caixa d'eines de processament d'imatges (IPT) de MATLAB i el projecte de codi obert de compressió generativa d'imatges d'alta fidelitat (HiFiC).

Mètodes de compressió sense pèrdues :
- Codificació de longitud d'execució: s'utilitza com a mètode predeterminat a PCX i com un dels possibles a BMP, TGA, TIFF
- Compressió d'imatges d'àrea
- Codificació predictiva: s'utilitza en DPCM
- Codificació d'entropia: les dues tècniques de codificació d'entropia més habituals són la codificació aritmètica i la codificació Huffman
- Algorismes de diccionari adaptatiu com LZW, utilitzats en GIF i TIFF
- DEFLATE: s'utilitza en PNG, MNG i TIFF
- Codis de cadena
- Models de difusió[4]